# Sasa masamuneana
Sasa masamuneana är en gräsart som först beskrevs av Tomitaro Makino, och fick sitt nu gällande namn av Chi Son Chao och Stephen Andrew Renvoize. Sasa masamuneana ingår i släktet sasabambu, och familjen gräs. Inga underarter finns listade i Catalogue of Life.